# 이유하
이유하는 대한민국의 배우이다.

## 출연작

### 영화
- 《계양산》 (2019년) - 현남 역
- 《집 이야기》 (2019년) - 예약담당자 역 (우정출연)
- 《굴레: 소녀의 눈》 (2018년)
- 《고스트 마스크: 스카》 (2018년)
- 《수성못》 (2018년) - 미루 역
- 《엄마의 공책》 (2018년) - 애엄마 역
- 《하루》 (2017년) - 여승무원 역
- 《방석》 (2016년) - 주희 역
- 《길》 (2014년)
- 《좋은 날》 (2012년)
- 《철가방 우수 씨》 (2012년) - 나이트클럽 아가씨 1 역
- 《페이스 메이커》 (2012년) - 성호 처 역
- 《짐승》 (2011년) - 정영지 역

### 드라마
- 《나만 설레는 건가요》 (2018년, 웹드라마) - 이대리 역
- 《시리즈 다세포 소녀》 (2006년, Super Action) - 도라지 소녀 역

### 연극
- 《안녕 후쿠시마》
- 《처용, 오디세이》 - 처용의아내 역
- 《마음의범죄》

### 광고
- KTF
- 우리홈쇼핑

### 뮤직비디오
- 원티드 - 가지마..가지마..가지마..
- 바비킴 - It's alight it's all good